# This Is Real Music
This Is Real Music(디스 이즈 리얼 뮤직)은 2009년 2월 21일, 브이홀에서 열린 록밴드 국카스텐의 앨범《Guckkasten (Before Regular Album)》발매기념 첫 번째 단독공연이다. 공연 후에는 팬 사인회가 개최되었으며 검정치마, 킹스턴 루디스카, 갤럭시 익스프레스가 공연게스트로 참여하였다.

## 셋 리스트
- 오프닝 공연 – 검정치마

1. 좋아해줘
2. 강아지
3. Antifreeze

- 1부:어쿠스틱 공연

1. 거울
2. 비트리올
3. 싱크홀
4. 지렁이
5. 꼬리

- 게스트 공연
  - 킹스턴 루디스카
  - 갤럭시 익스프레스

- 2부

1. 거울
2. 바이올렛 완드
3. 미로
4. 림보
5. 매니큐어
6. 비트리올
7. 파우스트
8. 라플레시아
9. 가비알
10. 토들
11. 싱크홀
12. 꼬리
13. 만드라크
14. 붉은 밭 (앵콜)